# Polytec
Polytec Holding AG er en østrigsk underleverandør af plastprodukter til bilindustrien med hovedkvarter i Hörsching, Oberösterreich. De har over 3.500 ansatte fordelt på 20 afdelinger i Europa, Asien, Afrika og Nordamerika.
I 2006 blev Polytec børsnoteret på Wiener Börse.
I 1986 grundlagde Friedrich Huemer sammen med sine kone Ulrike Huemer virksomheden Polytec Kunststoffverarbeitungs GmbH.